# Horst Brandstätter
Horst Brandstätter (Zirndorf, 27 de junho de 1933 – Fürth, 3 de junho de 2015) foi um empresário alemão, proprietário da Geobra Brandstätter. A companhia foi fundada por Andreas Brandstätter em 1876.
Horst Brandstätter começou a trabalhar na empresa familiar em 1954. O suporte do inventor Hans Beck permitiu à companhia iniciar a produção do que tornou-se o brinquedo popular Playmobil, protótipos dos quais foram desenvolvidos por Beck na companhia. A crise do petróleo de 1973 forçou a criação de um brinquedo cuja produção exigiu menos plástico sólido.